# Raytheon
Raytheon là một doanh nghiệp đã giải thể. Công ty từng là nhà thầu quốc phòng lớn của Mỹ, chuyên sản xuất vũ khí và thiết bị điện tử thương mại. Đây cũng từng là là công ty lớn nhất toàn cầu về sản xuất chế tạo tên lửa có điều khiển. Tháng Tư năm 2020, công ty đã sáp nhập vào United Technologies Corporation trở thành Raytheon Technologies, từ tháng Bảy năm 2023 trở thành RTX Corporation.